# La Raie verte (Rozanova)
Pour les articles homonymes, voir La Raie verte.
La Raie verte (russe : Зелёная полоса) est une peinture de l'artiste russe Olga Rozanova réalisée en 1917. L'œuvre est considérée comme l'un des tableaux phare et représentatifs de l'avant-garde russe, influent courant d'art moderne russe né au début du XXe siècle.
La peinture représente une bande verte translucide sur fond blanc traversant verticalement le tableau d'une extrémité à l'autre. 
La Raie verte existe en deux versions ; la première est exposée au musée du kremlin de Rostov, la seconde ferait partie d'une collection privée en Suède. Cette dernière a précédemment fait partie de la collection privée de Georges Costakis, qui en a fait l'acquisition en 1946.